# خودت را بیان کن
خودت را بیان کن (به انگلیسی: Express Yourself) تک‌آهنگی از گروه موسیقی موسیقی هیپ هاپ، ان.دابلیو.ای است که در ۲۷ مارس ۱۹۸۹ به عنوان آخرین تک‌آهنگ آلبوم، مستقیم بیرون کامپتن منتشر شد؛ دکتر دره، در این آهنگ به تنهایی به رپ کردن؛ می‌پردازد. این آهنگ در آلبوم ۱۹۸۸ گروه، مستقیم بیرون کامپتن قرار دارد. این آهنگ الگو گرفته از آهنگی به همین نام، از گروه «چارلز رایت اند دِ واتس ۱۰۳ استریتس ریتم باند» (به انگلیسی: Charles Wright & the Watts 103rd Street Rhythm Band) است.
برعکس آهنگ‌های دگر آلبوم، این آهنگ تهی از، ناسزا و محتوا خوشنت‌آمیز است.
نسخه آلبوم آهنگ فقط توسط دکتر دره، خوانده شده است، در حالیکه در موزیک ویدئو و نسخه باز انتشار ۲۰۰۲، بخش کوچکی از ورس توسط، ام سی رن و نویسنده متن آهنگ، آیس کیوب؛ خوانده می‌شود.
این تک‌آهنگ در چارت‌های جزو ده ترانه اول قرار گرفت، و در سپتامبر ۱۹۸۹ به رتبه ۲۶ در چارت کشور بریتانیا؛ دست یافت.

## متن آهنگ
مفهوم آهنگ درباره، ایده آزادی بیان و سانسورهای قرار داده شده در ایستگاه‌هایی رادیویی برای هنرمندان، سخن می‌گوید.